# ریو هاسگاوا
ریو هاسگاوا (انگلیسی: Ryo Hasegawa؛ زادهٔ ۲۱ آوریل ۱۹۹۹) بازیکن فوتبال اهل ژاپن است.